# Ceriagrion annulatum
Ceriagrion annulatum là một loài chuồn chuồn kim trong họ Coenagrionidae.
Loài này được xếp vào nhóm Loài ít quan tâm trong sách Đỏ của IUCN năm 2006.
Ceriagrion annulatum được miêu tả khoa học năm 1955 bởi Fraser.